# Kido Witbooi
Kido Moses David Witbooi, eigentlich ǂA-ǁêibKlicklaut (* 1780 oder 1781 in Pella, heute Südafrika; † 31. Dezember 1875 in oder bei Gibeon), war der erste Kaptein der Witbooi-Orlam.
Er wurde als Sohn von Eltern unterschiedlicher Volksgruppenzugehörigkeit geboren und als erster Anführer eines zusammengeschlossenen Clans aus diesen beiden auserwählt. Er wurde 1805 oder 1815 Kaptein.
Unter der Führung von Kibo zogen die Witboois zunächst ins Griqualand und ab 1810 über den Oranje weiter in den Süden des heutigen Namibia. Um 1850 reisten diese auf Einladung von Jonker Afrikaner nach Windhoek. Dieser mögliche Zusammenschluss schürte Ängste bei anderen Clans der Nama, die zum Aufruf des Kaptein der Veldschoendrager Hendrik Henricks an den Kaptein der Roten Nation, Oasib Cornelis ǃNa-khomab führte, Kibo Witbooi zu stoppen. Dieses geschah aufgrund von Verständigungsproblemen nicht, und Kido zog 1863 bis nach Khaxa-tsûs, das er Gibeon nannte. Später griffen, unter anderem 1865, Henricks und Hans Jager der Groot Doden Kido und seinen Verbündeten, die Bethanien-Nama unter David Christian Frederiks und die Berseba-Nama unter Paul Goliath an. Dieses Mal ging der Kampf für die Witboois verloren. Ein Jahr gingen diese noch als Sieger hervor, wobei Gibeon weitestgehend zerstört worden war.
1867 erhält Kido Witbooi von Rheinischen Missionar Johannes Olpp seinen christlichen Taufnamen Moses David. Im gleichen Jahr schließen die Nama-Clans Frieden.
Witbooi war mit ǀGâbes und ǀU-khoms verheiratet und hatte mindestens zwei Kinder: Johanna (* 1868) und Moses (* 1808), der auf Kibo als Kaptein folgte.